# BB 7200
,,,
Les BB 7200 forment une série de locomotives électriques de ligne de la SNCF, qui font partie de la famille des Nez cassés, avec leurs « sœurs » bicourant BB 22200 et leurs « cousines » à courant monophasé BB 15000. Cette famille au style particulier débuta avec les séries plus anciennes CC 40100, CC 72000, CC 6500 et CC 21000.

## Historique

### Description
Découlant du prototype BB 7003, elles sont les premières locomotives de série à courant continu et à hacheur de courant à thyristors (électronique de puissance). Cette technologie a permis de s'affranchir des bancs rhéostatiques de démarrage et des couplages série-parallèle existant auparavant sur les machines à courant continu, solutions gourmandes en énergie et présentant des inconvénients majeurs comme la faible adhérence massique et le risque de patinage en résultant ou alors pouvant affecter la fiabilité (intensités importantes, dissipation thermique, nombreux actionneurs électro-mécaniques). Les moteurs restent les traditionnels et coûteux en maintenance de type excitation série à courant continu. D'ailleurs, ce seront les derniers engins moteurs à en être équipés (Les BB 22200 et les TGV PSE n'innoveront pas, en reprenant en totalité, leur chaîne de traction). Le moteur synchrone les détrônera dans les Sybic et autres TGV A.
Le contrôle permanent des caractéristiques courant-tension aux bornes des moteurs offre des performances optimales sans dépasser les valeurs limites. De plus, cette technologie permet une régulation par vitesse imposée à la locomotive, à la manière des régulateurs de vitesse dans l'automobile, ce qui facilite la conduite.
Ce seront les dernières locomotives « monocourant » acquises par la Société nationale des chemins de fer français (SNCF).
Machines polyvalentes, elles sont capables de tracter aussi bien de lourds trains de fret que des trains de voyageurs à vitesse élevée (V200). D'ailleurs le caractère interchangeable des bogies monomoteur avec les BB 22200 a été utilisé à plusieurs reprises au cours de leur carrière en fonction des besoins. Il subsistait un petit lot de machines aptes à 200 km/h, mais surtout trois groupes sur couple petite vitesse, remplacés par les BB 26000 et les BB 27000 du Fret.
Avec la baisse du trafic des marchandises et le remplacement progressif des rames tractées par des automotrices de nouvelle génération, le parc se réduit assez fortement depuis 2015 puisqu'il ne subsiste plus que 97 unités au 23 juillet 2023.

### Service
Dès 1976, pour les Petites Vitesses elles sont affectées au trafic dans le Sud-Est au départ du dépôt de Villeneuve-Saint-Georges, puis progressivement dans le Sud-Ouest en 1982 celui de Limoges-Bénédictins et pour finir transfert en 1990 Bordeaux Saint-Jean.
Les machines PV, limitées à 100 km/h, sont spécialisées aux trains de fret ; les deux derniers sous-groupes circulent plus particulièrement sur la ligne de la Maurienne, en tête de trains vers l'Italie ou en pousse, seules ou en unités multiples.
Pour les Grandes Vitesses à 160 km/h, sont spécialisées aux trains de voyageurs et fret léger ; elles sont affectées également aux dépôt de Villeneuve-Saint-Georges ainsi qu'à celui de Paris-Sud-Ouest - Masséna.
Les machines aptes à V200 circulent sur les trains de voyageurs du Sud-Ouest.
Les autres peuvent aussi bien tracter des trains de voyageurs, rapides, express voire omnibus (puis Grandes Lignes ou TER) que marchandises (devenus trains de fret).
Les BB 7200 ont tracté (en service international) les trains EC Catalan Talgo Genève - Barcelone, de Genève à Cerbère (la BB 7200 restant tractée en véhicule par une BB 67400 entre Chambéry, Grenoble et Valence).
Avec la répartition par activités au 1er janvier 1999, cette situation est maintenue : machines PV affectées au trafic de fret, les autres à VFE, CIC, Fret et TER.
Depuis avril 2007, certaines BB 7200 sont équipées de la réversibilité par multiplexage. Elles remplacent désormais les BB 9700 sur les trains entre Paris-Gare-de-Lyon et Laroche - Migennes assurés en V2N ; depuis mi 2008, elles assurèrent aussi la traction des TER Corail réversibles sur l'axe Paris – Lyon via Dijon.
En 2011, la contraction du trafic de fret couplée avec l'arrivée à épuisement des séries plus anciennes locomotives de type BB (BB 8500, 9200 et 9300) entraîne la réforme des douze premières BB 7200.
En 2015, du fait de la baisse du trafic marchandises, l'activité Fret de la SNCF s'est séparée de 19 locomotives.

### Une reconversion vers la banlieue en BB 7600
Pour pallier la radiation des Z 5300 sur la ligne N du Transilien, quatorze BB 7200 de l'activité Fret sont progressivement transférées à l'activité Transilien, modernisées pour le transport de voyageurs avec l'ajout de la réversibilité et renumérotées en BB 7600 afin de tracter des rames VB2N.
Les locomotives choisies sont les BB 7311, 7312, 7314, 7325 à 7327, 7330 à 7332, 7335, 7337, 7339, 7341 et 7342. Elles sont renumérotées de BB 7601 à 7614 et sont affectées, sur la ligne N du Transilien, aux relations Paris-Montparnasse – Rambouillet et Paris-Montparnasse – Plaisir - Grignon. 
Ces rames BB 7600 seront définitivement radiées en 2022, avec le remplacement des rames VB2N par des Regio 2N, sur la ligne N.

## Caractéristiques
Le parc des BB 7200, composé de 207 exemplaires, possède des caractéristiques techniques très éclectiques. De plus, de nombreuses machines ont des particularités techniques ou historiques.
- Les BB 7201 à 7206, 7208, 7211, 7213 à 7219, 7221, 7223, 7229, 7230, 7235, 7242, 7278, 7284, 7286, 7391, 7396, 7402 sont des machines GV (Grande Vitesse, autorisées à rouler jusqu'à 160 km/h) : elles revêtent les livrées En voyage ou Grise et ne sont pas aptes à la réversibilité. Les BB 7201 à 7235 ont des petites cabines.
- Les BB 7207, 7208, 7213, 7214, 7216, 7221 à 7228, 7231 à 7235 ont été tardivement des machines PV (Petite Vitesse, autorisées à rouler jusqu'à 100 km/h). Lors de leur radiation ou actuellement (février 2014), les machines suivantes étaient PV : BB 7207, 7209-7210, 7212, 7220, 7222, 7231-7234. Certaines sont en cours (février 2014) de modification.
- Les BB 7343 à 7380 sont des machines PV aptes à la circulation en unité multiple (UM).
- Les BB 7411 à 7440 (les « 7400 ») sont des machines PV et sont aptes à l'UM et équipées du freinage par récupération.
- La BB 7233 assura pendant neuf mois la remorque de l’Étendard à 200 km/h.
- Les BB 7236 à 7241, 7243 à 7249, 7290, 7291, 7319 à 7323, 7340, 7409 et 7410 sont aptes à la réversibilité.
- Les BB 7261 à 7263 sont aptes à rouler jusqu'à 200 km/h.
- Les BB 7292 à 7299 sont aptes à tracter des rames Talgo : les boisseaux de leurs tampons sont rouges. Cette couleur signale une commande hydraulique du tamponnement et non à ressort comme dans le reste de la série. Cette particularité est due au système de guidage des essieux spécifique aux rames Talgo III RD[12].
- Les BB 7209, 7210, 7220, 7308 et 7348 ont été radiées prématurément à la suite d'accidents.

## Lignes desservies

### Lignes nationales
- Lyon – Genève (en service international)
- Chambéry – Bellegarde – Genève (en service international)
- Paris – Dijon – Lyon – Valence – Avignon – Marseille
- Paris – Chartres – Le Mans
- Paris – Les Aubrais – Limoges – Brive-la-Gaillarde – Cahors – Montauban – Toulouse
- Ambérieu – Culoz – Chambéry – Modane
- Narbonne – Perpignan – Cerbère
- Valence – Avignon – Nîmes – Montpellier
- Marseille – Nîmes – Montpellier – Narbonne – Toulouse – Montauban – Agen – Bordeaux
- Dijon – Saint-Amour – Bourg-en-Bresse
- Toulouse – Tarbes – Pau – Puyoô – Bayonne – Hendaye – Irun

### TER
- Marseille – Lyon (TER Provence-Alpes-Côte d'Azur)
- Paris-Montparnasse – Chartres - Le Mans (TER Centre-Val de Loire)
- Paris-Austerlitz – Orléans (TER Centre-Val de Loire)

## Livrées utilisées
Tous les engins sont sortis d'usine avec la livrée dite « béton » avec motif orange. Au fur et à mesure des années, nombre d'entre elles ont reçu d'autres livrées, au nombre de cinq :
- Corail + : BB 7201 (devenue En Voyage), BB 7221 (devenue Grise), BB 7258, BB 7292 ;
- Fret :  BB 7206 et 7242 (devenue En Voyage), BB 7219, 7223 et 7396 (devenue grise), BB 7212, 7400 et 7411 (radiée) ;
- En Voyage : BB 7201, 7202, 7205, 7206, 7211, 7215, 7217, 7218, 7229, 7230, 7236 à 7249, 7284, 7286, 7290, 7291, 7319, 7320, 7322, 7323, 7340, 7391, 7402, 7409, 7410 ;
- Grise : BB 7203, 7204, 7208, 7210, 7213, 7214, 7216, 7219, 7221, 7223, 7235, 7250, 7278, 7287, 7309, 7310, 7388, 7396 ;
- TER Bourgogne : BB 7321.

Les BB 7200 affectées au TER Bourgogne arborent le logo de la région sur leurs faces latérales, à l'exception des BB 7290, BB 7291, BB 7340, BB 7409 et BB 7410.

Les différentes livrées des BB 7200
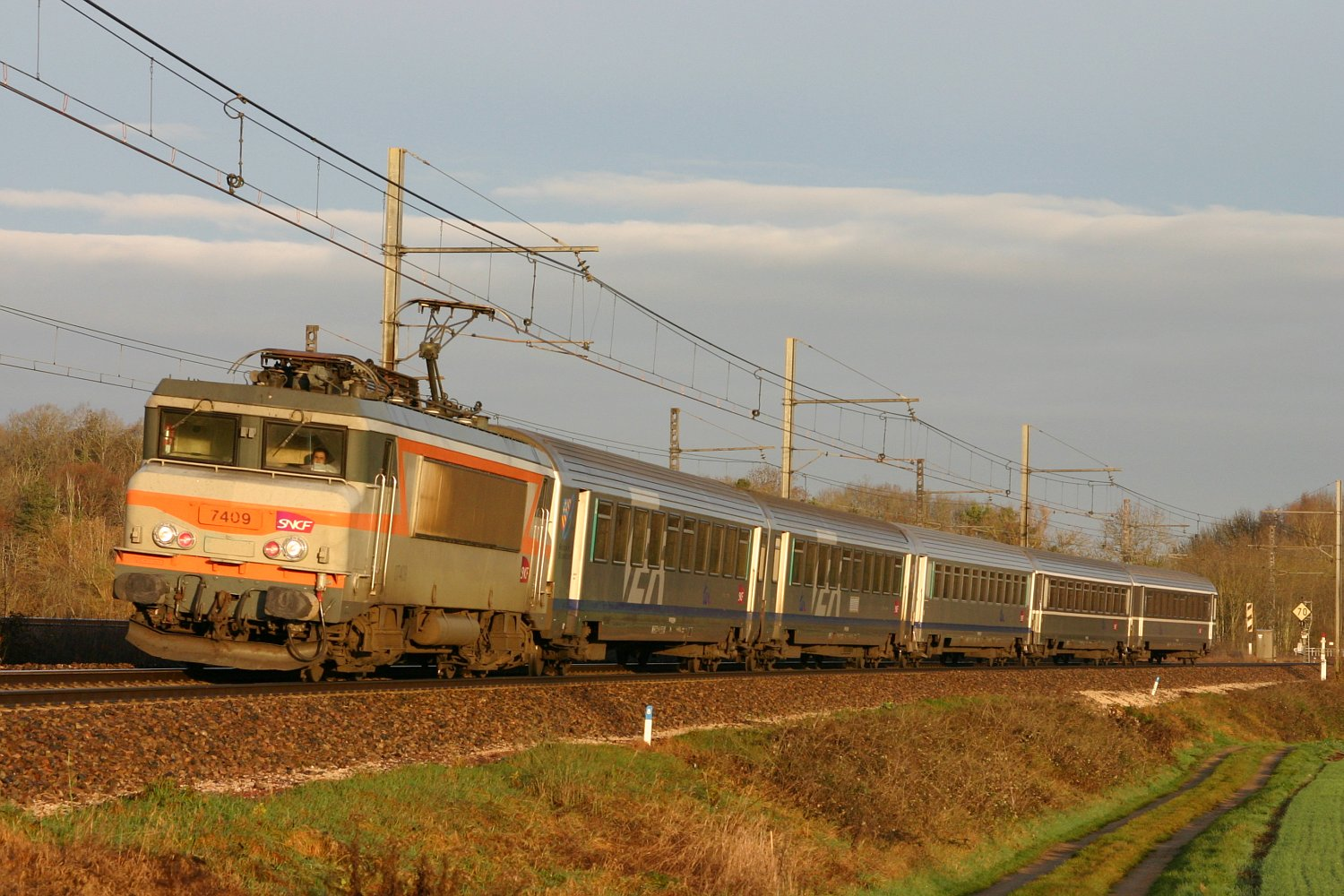
La livrée originelle sur la BB 7409 tractant un TER composé de voitures Corail TER.
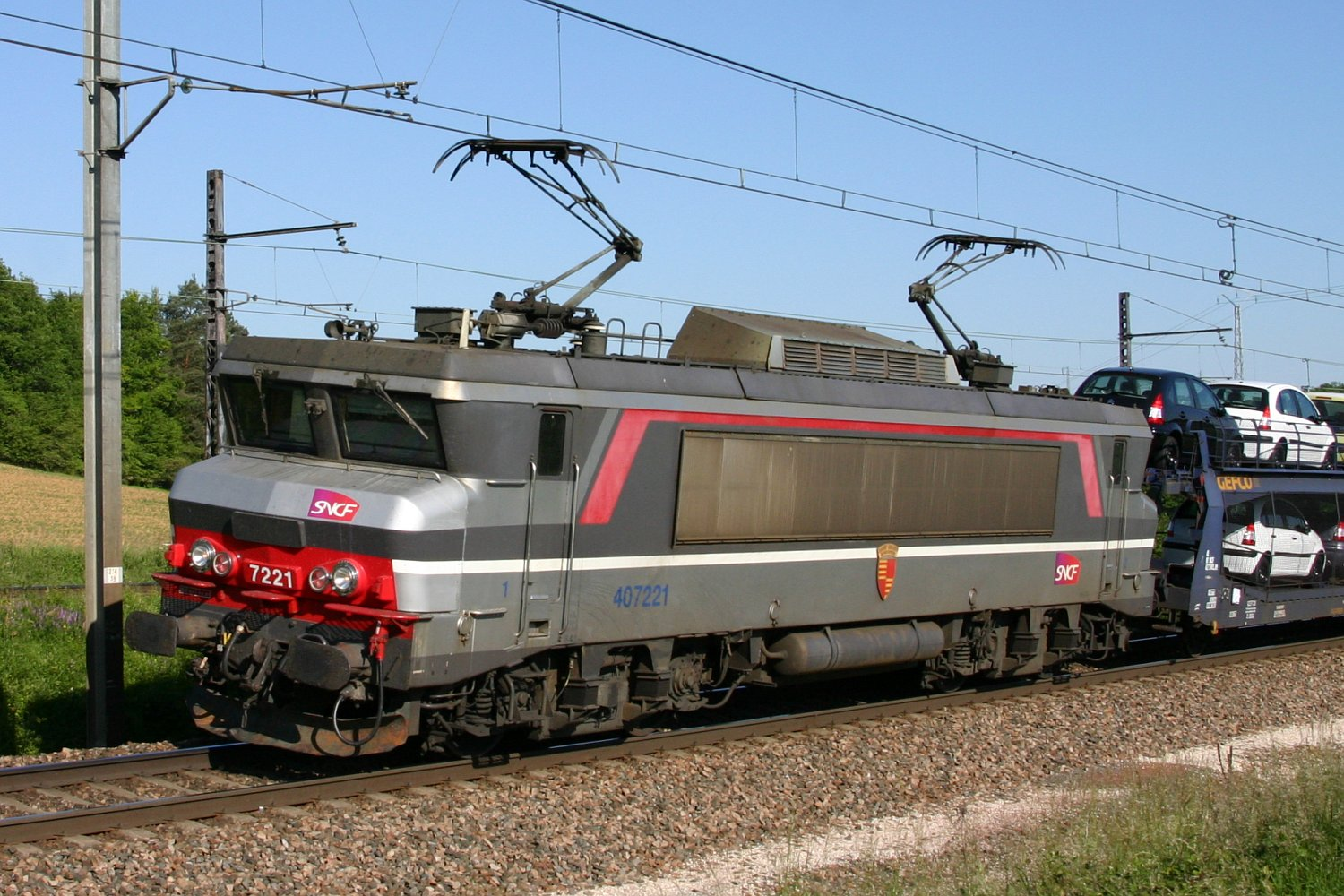
La livrée « Multiservice » sur la BB 7221.
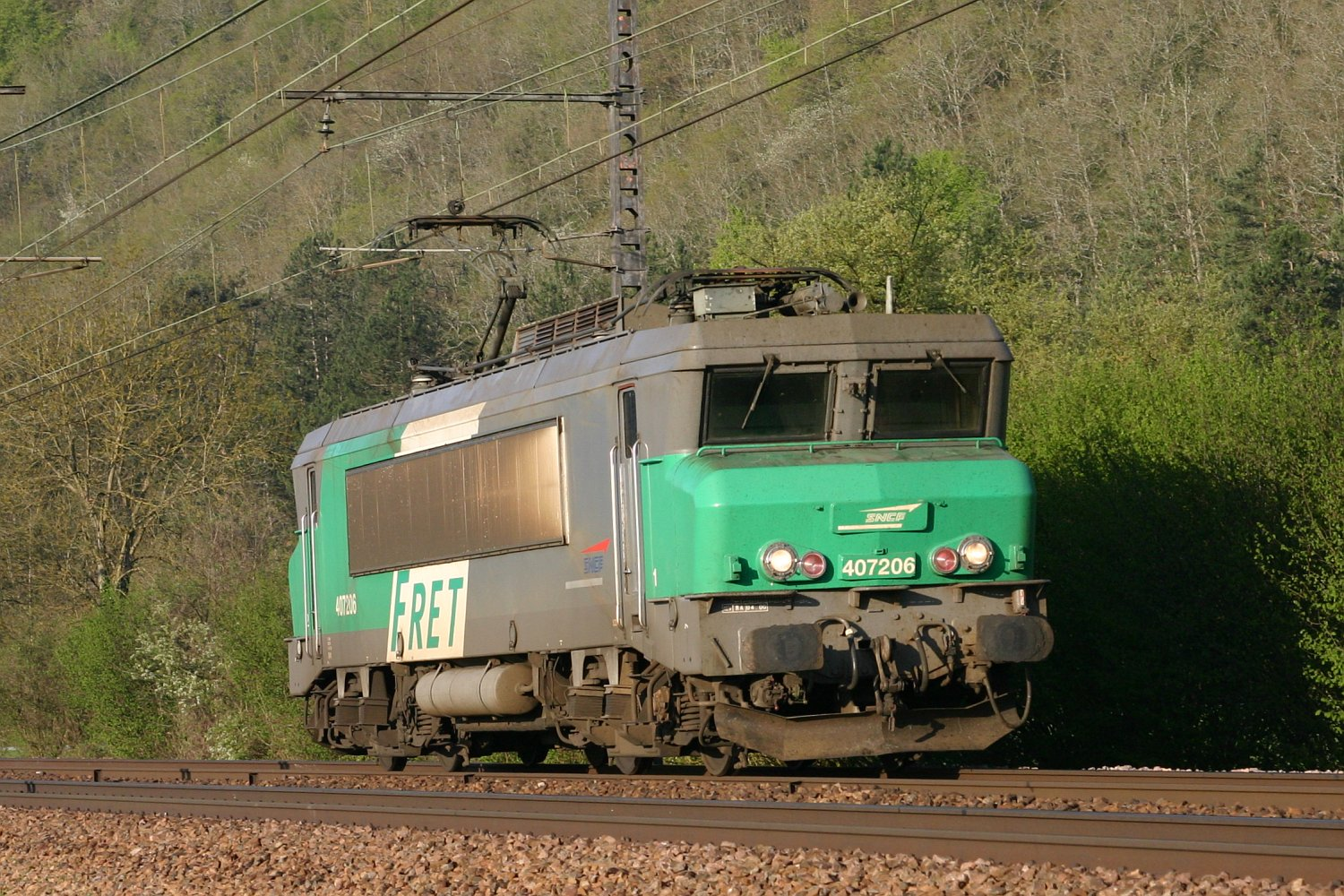
La livrée « Fret » sur la BB 7206.
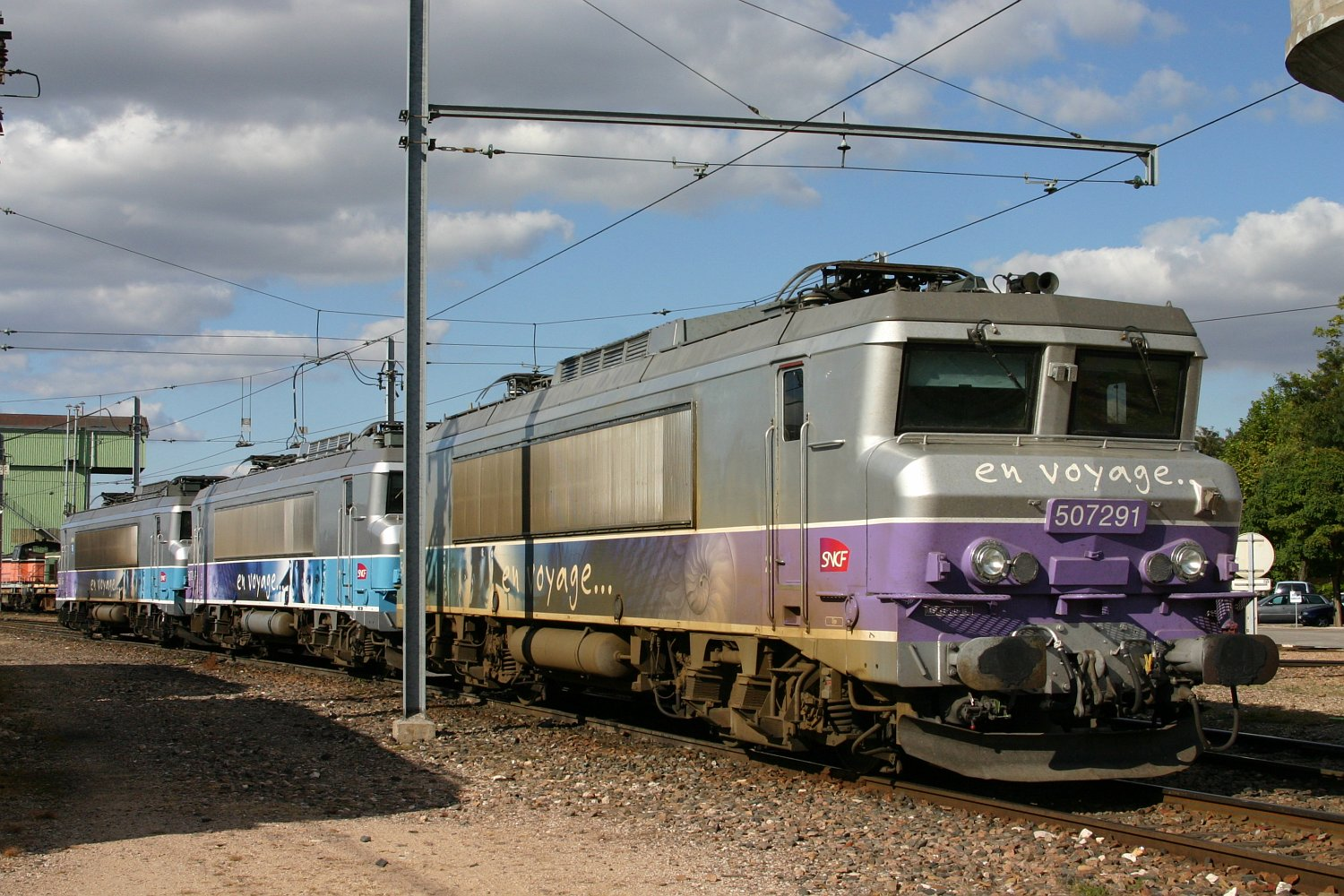
La livrée « En Voyage » sur la BB 7291 et deux autres engins.
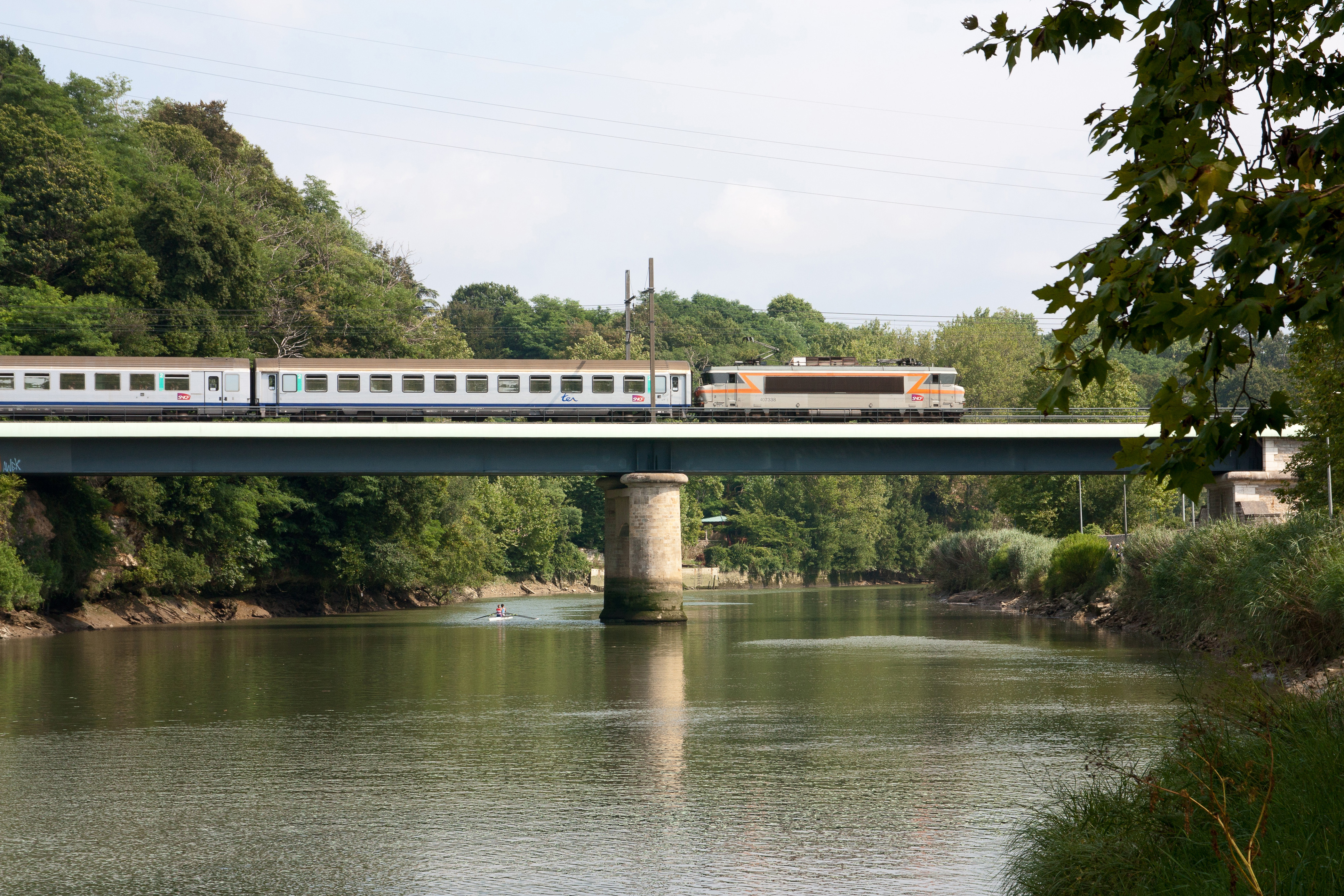
BB 7200 no 7338 tractant un TER Aquitaine.

## Dépôts titulaires
Les BB 7200 (y compris les BB 7600), encore en service au 26 avril 2025, sont gérés par six Supervisions techniques de flotte (STF) :
| STF | Désignation                      | Ville                             | Nombre de machines |
| --- | -------------------------------- | --------------------------------- | ------------------ |
| SLI | STF Infrarail                    | Bordeaux                          | 2 machines         |
| SBF | STF Bourgogne-Franche-Comté      | Dijon                             | 2 machines         |
| SCT | STF Centre-Tours                 | Tours/Saint-Pierre-des-Corps      | 16 machines        |
| SLE | STF Locomotives électriques Fret | Lille                             | 23 machines        |
| SVI | STF Voyages - Intercités         | Villeneuve-Saint-Georges/Bordeaux | 33 machines        |
| SRA | STF Rhône-Alpes                  | Chambéry                          | 2 machines         |
| SPC | STF Provence-Alpes-Côte d'Azur   | Marseille                         | 1 machine          |

## Cinéma
- BB 7283 : elle fut utilisée au cinéma dans le film La Boum.
- BB 7363 : elle fut utilisée au cinéma dans le film Rue barbare.
- BB 7231 et BB 7251 apparaissent au cinéma dans le film French Kiss.

## Musique
- BB 7216 : elle apparait lors du live de Fishbach pour L'Invit.Live 2022 dans les Espaces Culturel E.Leclerc[13].

## Préservation
- BB 7321 à Laroche-Migennes : (Préservée par l'AFCL).
- BB 7338 à Saint-Jory : ACPR 1126 (Amicale des cheminots pour la préservation de la 141 R 1126).
- BB 7398 à Saint-Jory : ACPR 1126 (Amicale des cheminots pour la préservation de la 141 R 1126).

## Modélisme
- Cette locomotive a été reproduite à l'échelle HO par les firmes Lima, Roco, LS Models et Märklin.
- Cette locomotive a été reproduite à l'échelle N par les firmes Fleischmann et Minitrix.